# Renault Modus
O Modus é uma minivan da Renault. Sendo uma das mais clássicas minivans da marca, o Modus garantiu muitas vendas, entre elas na Europa e na América. O Modus começou a ser produzido em 2004 e deixou de ser produzido em 2012.